# Eckhard Lisec
Eckhard Lisec (* 11. April 1944 in Bad Warmbrunn, Landkreis Hirschberg im Riesengebirge, Provinz Niederschlesien) ist ein deutscher Brigadegeneral außer Dienst des Heeres der Bundeswehr und Autor.
Lisec trat nach dem Abitur 1963 in Siegen am 1. April 1963 als Soldat auf Zeit mit dreijähriger Verpflichtungszeit und Offizieranwärter beim Fernmeldebataillon 110 in Borken in die Fernmeldetruppe der Bundeswehr ein; später war er Zugführer im Fernmeldebataillon 11 in Oldenburg. Danach studierte er von 1966 bis 1971 Nachrichtentechnik an der Technischen Hochschule Hannover (Diplom-Ingenieur). Im April 1971 wurde er beim Fernmeldebataillon 130 in Coesfeld als Hauptmann in die Bundeswehr wiedereingestellt und wurde Kompaniechef der dortigen Stabs- und Versorgungskompanie. Ab 1973 war er Fachlehrer und Inspektionschef an der Fernmeldeschule und Fachschule des Heeres für Elektrotechnik. Von 1976 bis 1978 absolvierte er den 19. Generalstabslehrgang Heer an der Führungsakademie der Bundeswehr in Hamburg, wo er zum Offizier im Generalstabsdienst ausgebildet wurde.
Anschließend war er von 1978 bis 1981 im Bereich Elektronische Kampfführung im Hauptquartier der Central Army Group der NATO in Heidelberg eingesetzt und anschließend Generalstabsoffizier für Operationen (G3 Op. 1) im Territorialkommando Süd in Heidelberg. Darauf wurde er 1983 Referent im Führungsstab des Heeres III 5 (Übungen) im Bundesministerium der Verteidigung in Bonn und 1985 Bataillonskommandeur des Fernmeldebataillons 5 in Diez. Im Folgenden kehrte er in den Führungsstab des Heeres zurück als Referent in den Referaten VII 1 (Internationale Rüstungskooperation) und VI 2 (Konzeptionen Führungsgrundgebiet 6). Dort verantwortete er die Konzeption des Heeres und Teilkonzeption des Heeres Führung. Ab 1990 war er als ziviler Section Chief in der Frequency Branch in der Communication and Information System Division beim Internationalen Militärstab der NATO in Brüssel von der Bundeswehr beurlaubt und ab 1993 Chief Integration Coordination Office in der Communication and Information System Division im Supreme Headquarters Allied Powers Europe in Mons. 1996 wurde er Generalstabsoffizier für Führungsunterstützung (G6) im Heeresführungskommando in Koblenz und 1998 Referatsleiter im Führungsstab der Streitkräfte IV 7 in Bonn. Von 2000 bis 2002 war er Brigadekommandeur der Führungsunterstützungsbrigade 900 sowie Standortältester in Rheinbach. Danach wechselte er in das Heeresführungskommando nach Koblenz. Zuletzt war er von Oktober 2002 bis April 2005 Assistant Chief of Staff Support des NATO Rapid Deployable Corps – Turkey in Istanbul. Mit Ablauf des April 2005 wurde er als Brigadegeneral in den Ruhestand versetzt.
Er lernte Türkisch und war Gasthörer an der Rheinischen Friedrich-Wilhelms-Universität Bonn. Außerdem ist er Mitglied der Clausewitz-Gesellschaft.
Lisec ist verheiratet, Vater von zwei Kindern und lebt in Bonn.

## Schriften (Auswahl)
- Der Unabhängigkeitskrieg und die Gründung der Türkei 1919–1923. Miles-Verlag, Berlin 2016, ISBN 978-3-945861-39-4.
- Der Völkermord an den Armeniern im 1. Weltkrieg – Deutsche Offiziere beteiligt?. Miles-Verlag, Berlin 2017, ISBN 978-3-945861-54-7.
- Die Türkische Armee – Von Mete Han (209 v. Chr.) über Atatürk zur Gegenwart. Miles Verlag, Berlin 2018, ISBN 978-3-945861-68-4.
- Turkish Armed Forces – From early History to Modern Times. Harrassowitz Verlag, Wiesbaden 2020, ISBN 978-3-447-11438-7.